# 히사카와 아야
히사카와 아야(일본어: 久川 綾, 1968년 11월 12일~)는 일본의 성우이다. 오사카부 출신이며 소속사는 아오니 프로덕션. 1993년에는 가수로도 데뷔하였다.

## 출연작

### TV 애니메이션
1988년
- 비밀의 앗코짱호타루, 야마다 쿠니에)

1989년
- 키테레츠 대백과[사쿠라이 타에코(3대), 학생, 어린아이, 유키노, 미츠코 등]
- 신 빅쿠리맨(풋치)
- 싸워라! 초 로봇생명체 트랜스 포머 V(보터, 조이스)
- 드래곤볼 Z(체코)
- 요술공주 세리(1989년판, 카스가노 스미레)

1990년
- 즐거운 무문 일가(인어)
- 치비 마루코쨩[욧짱의 여자친구 (2대)]
- RPG전설 헤포이(미야미야)

1991년
- DRAGON QUEST -타이의 대모험-(레오나 공주)
- 트랩 일가 이야기(라파엘라)
- 하이 스쿨 미스테리(히구라시 쿄코, 미야자와 타카코, 쿠코)

1992년
- 크레용 신짱(세일러 이안)
- 대초원의 작은 천사 붓슈 베이비(도리스)
- 미소녀전사 세일러문(미즈노 아미/세일러 머큐리)
- 환상의 마보짱(파루루)

1993년
- 미소녀전사 세일러문 R(미즈노 아미/세일러 머큐리)

1994년
- 기동무투전 G 건담(아키노)
- 마멀레이드 보이(스즈키 아리미)
- 미소녀전사 세일러문 S(미즈노 아미/세일러 머큐리)
- Sonic The Hedgehog (SatAM, NICOLE)
- 마멀레이드 보이(스즈키 아리미)

1995년
- 미소녀전사 세일러문 SuperS(미즈노 아미/세일러 머큐리)
- 마법기사 레이어스 (타타)
- 졸업 (나카모토 시즈카)

1996년
- 미소녀전사 세일러문 세일러 스타즈(미즈노 아미/세일러 머큐리)
- 루팡3세 트와일라이트☆제미니의 비밀(라라)

1997년
- 힘내라 고에몽(애니메이션)(야에)
- 소녀혁명 우테나(카오루 미키)
- 대운동회 TV(야나기다 이치노)

1998년
- 카드캡터 사쿠라(케르베로스)(평상시)
- 오! 나의 여신님:작다는 건 편리해(스쿨드)
- EAT-MAN'98(큐레네 걸포)
- 트라이건(램 세이브 램)
- 만능문화묘낭(소노 아리사)

1999년
- 투하트(호시나 토모코)
- 인형초지 꼭두각시 사콘(니시무라 호시에)
- 주간 스토리 랜드(사토 아카네 외)

2000년
- 러브히나(아마라 스우)

2001년
- 느와르(클로에)
- 마법소녀 고양이 타루토(시호/시폰, 포테치)
- 지구소녀 아르쥬나(시라카와 사유리)
- 후르츠 바스켓(소마 유키)
- 폭전 슈트베이블레이드(레이)

2002년
- 라제폰(시도우 하루카)
- 십이국기(나카지마 요코)
- 아즈망가 대왕(쿠로사와 미나모/냐모)
- 하이바네 동맹(쿠라모리)
- 폭전 슈트베이블레이드(레이, 케이코 선생님)
- 아베노바시 마법☆상점가(무네무네)
- 천지무용! GXP(료코 발타)

2003년
- 카레이도 스타(사라 듀퐁)
- 신혼합체 고단나(미라 아케이먼)

2004년
- 마법소녀 리리컬 나노하(린디 하라오운)
- 투하트 Remember My Memories(호시나 토모코)
- RAGNAROK THE ANIMATION(타키우스)

2005년
- 마법소녀 리리컬 나노하 A'S(린디 하라오운)
- 츠바사 크로니클(케르베로스)
- AIR(카미오 하루코)
- 오! 나의 여신님(스쿨드)
- 건퍼레이드 오케스트라(미야코 아야코)
- 극상학생회(란도 치에리)

2006년
- 오! 나의 여신님:각자의날개(스쿨드)

2007년
- 로미오 쥴리엣 (애니메이션)(포샤)
- 마법소녀 리리컬 나노하 Striker'S(린디 하라오운)
- 바람의 소녀 에밀리(켄트 부인)
- 엘 까사도르('블루 아이' 헤이워드)
- 클레이모어(프리실라)
- 학원 유토피아 마나비 스트레이트!(키오카와 쿄코)
- 오! 나의 여신님:싸우는 날개(스쿨드)

2008년
- 로자리오와 뱀파이어(카고메 리리코)

2009년
- 다이쇼 야구소녀(스즈카와 야에)
- 판도라 하츠(케이트)
- Phantom 〜Requiem for the Phantom〜(클라우디아 맥커넨)
- 아냐마루 탐정 키르민즈(나나세 미유키)

2010년
- 하트캐치 프리큐어(츠키카게 유리 / 큐어 문라이트)
- 원피스(로라)

2011년
- X-men(스톰)
- 미래일기(히노 히나타의 어머니)

2012년
- 그래서 나는 H를 할 수 없다(알메이아 레스토르)
- 그 여름에서 기다릴게(키리시마 나나미)
- 기어와라! 냐루코양(야사카 요리코)
- 사키(아타고 마사에)
- 세인트 세이야 Ω(하이 마시안 호넷 소니아)

2013년
- 기어와라! 냐루코양W(야사카 요리코)
- 마기 (마도라)
- 우주전함 야마토 2199 (니이미 카오루)
- 치하야후루2 (오오에 리에코)

2014년
- 로봇 걸즈 Z (아수라 남작)
- 명탐정 코난 (키타사카 카오리)
- 해피니스 차지 프리큐어! (큐어 문라이트)
- 죠죠의 기묘한 모험 (미들러 / 하이 프리스티스)
- 아오하라이드 (Mrs.마부치)

2015년
- 롤링 걸즈(키쿠시노)
- 세인트 세이야 SOUL OF GOLD(리피아)
- 만능문화묘랑(아리사)
- 문학소녀 시리즈(이노우에 코노하의 어머니)
- 슈퍼 리얼 마작(유우)
- 신세기 GPX 사이버 포뮬러(아야 스탠포드)
- 아베노바시 마법☆상점가(무네무네)
- 에일리언 9(히사카와 메구미 선생)
- 열차전대 토큐저(노아 부인)
- 요르문간드(헥스)
- 용과 같이 켄잔!(요시노)
- 원 오프(하루노 엄마)
- 은하영웅전설(마리카 폰 포이에르바흐)
- 이 중에 한 명, 여동생이 있다!(미카도노 카노코)
- 죠죠의 기묘한 모험 1부(에리나 펜들턴)
- 지구소녀 아르주나(시라카와 사유리)
- 창천의 권(반옥령)
- 카이저 너클(라이자)
- 키디 그레이드(폭시 폭스)
- 학원 유토피아 마나비 스트레이트!(키오카와 쿄코)
- I.R.I.A(이리아)
- MADLAX(리멜다 유르그)
- Remember11 -the age of infinity-(우츠미 카리)

2017년
- 원피스(샬롯 시폰)

2018년
- 카드캡터 사쿠라 클리어 카드 편(케르베로스)(평상시)

2023년
- 제물공주와 짐승의 왕(카루라)

### OVA
1990년
- 슈퍼 리얼 마작: 배틀 스쿨럼블(유우)

1991년
- 마물헌터 요코(마노 요코)

1993년
- 오! 나의여신님 OVA(스쿨드)

1995년
- 건 스미스 캣츠(베키)

2001년
- 에일리언 9 (히사카와 메구미)

2005년
- 카레이도 스타 Legend of phoenix ~레이라 해밀턴 이야기~(사라 듀퐁)

### 극장판
2000년
- 극장판 오! 나의여신님(스쿨드)

2003년
- 라제폰 다원변주곡(시도우 하루카)

2005년
- 극장판 AIR(카미오 하루코)

2018년
- 드래곤볼 슈퍼: 브로리(부르마)

2020년
- 사랑하고 사랑받고, 차고 차이고(리오의 어머니)

### 게임
1993년
- 슈퍼 리얼 마작 PIV (유우)
- 프린세스 메이커 2 3DO(딸)[정확한 연도를 몰라 게임 제작연도에 맞췄음]

1997년
- 천외마경 제4의 묵시록(안 솔로지)
- 랑그릿사1(제시카)

1998년
- 소울 칼리버(챠이 샹화)
- 스타오션 세컨드 스토리(레나 란포드)
- 루나2 이터널 블루(진)
- 유구환상곡 2nd Album(리오 박스타)

1999년
- 투하트(호시나 토모코)

2002년
- 소울 칼리버2(챠이 샹화)
- 백힐초화 -EPISODE OF THE CLOVER-(시나후지 사토미)
- 로맨스는 검의 빛II(류키아 루스틴)

2005년
- 소울 칼리버3(챠이 샹화)

2007년
- 테일즈 오브 베스페리아(쥬디스)

2011년
- 영웅전설 벽의궤적(아리안로드)

## 라디오
- 히사카와 아야의 SHINY NIGHT
- 히사카와 아야의 파쟈마 나이트
- 히사카와 아야의 MORE MORE IMPRESSION
- MAGUMI와 아야의 G 스테이션 XXX

## 음반 목록

### 싱글
1. Sunday
2. 푸른 하늘을 감싸안고 싶어(青い空を抱きしめたい)
3. 한숨이 잠들지 않아(ため息が眠らない)
4. 이 길이 끝날 때까지(この遊歩道(みち)が終わるまでに)
5. 마음까지 감싸안았다면(心まで抱きしめられたら)
6. 이것은 이것대로 있을까 라는 건…(これは これで ありかな なんて…)
7. 달과 태양의 회전 (月と太陽のめぐり)

### 앨범
오리지널 앨범
1. AYA~時間を紡いで~(1993년 12월 21일)
2. Hi-Ka-Ri(1995년 3월 1일)
3. for you for me(1996년 3월 1일)
4. MARCHING AYA(1997년 1월 18일)
5. wish(1998년 3월 1일)
6. 약속(約束, 1999년 3월 10일)

미니앨범
1. 화사(華奢, 1993년 3월 21일)
2. Fantasy(1994년 11월 25일)

베스트 앨범
1. PORTRAIT(1997년 3월 1일)
2. decade(2000년 2월 21일)

라이브 앨범
1. LIVE!! 1998(1998년 12월 21일)

### 비디오·LD
1. AYA MAIL
2. AYA MAIL 2 푸른 하늘을 감싸안고 싶어(青い空を抱きしめたい)
3. AYA MAIL 3 AYA FIRST LIVE(1994년 12월 22일)
4. AYA MAIL 1×2
5. AYA MAIL 4 지나가 버린 슬픔들에게(過ぎ去りし悲しみたちへ)
6. 히사카와 아야의 탈인형 대운동회(久川綾の着ぐるみ大運動会)(1997년 1월 18일)
7. 히사카와 아야 LIVE AT AKASAKA BLITZ(1998년 7월 23일)
8. 히사카와 아야 Live Act Vol.2 "기분전환"(久川綾 Live Act Vol.2 “気分転換”, [1998년 12월 21일)
9. THE 울트라 나레이터(ウルトラ伝説(ナレーター)) TBS비디오

## 서적

### 사진집
1. VIVACE(1996년 12월 8일)

### 그림책
1. 좋은아침, 피스케(おはよっ、ピースケ)―P-SUKE MY LOVE(1995년 11월)
2. 잘자, 피스케(おやすみ、ピースケ)―P-SUKE FOREVER(1997년 10월)

### 에세이집
1. AYA carte(AYAか・る・と)―à ya carte(1996년 9월 1일)